# Итауна-ду-Сул
Итауна-ду-Сул (порт. Itaúna do Sul) — муниципалитет в Бразилии, входит в штат Парана. Составная часть мезорегиона Северо-запад штата Парана. Входит в экономико-статистический микрорегион Паранаваи. Население составляет 4367 человек на 2006 год. Занимает площадь 128,870 км². Плотность населения — 33,9 чел./км².

## Статистика
- Валовой внутренний продукт на 2003 год составляет 24 262 590,00 реалов (данные: Бразильский институт географии и статистики).
- Валовой внутренний продукт на душу населения на 2003 год составляет 5509,22 реалов (данные: Бразильский институт географии и статистики).
- Индекс развития человеческого потенциала на 2000 год составляет 0,708 (данные: Программа развития ООН).